# Herman Gottfried Breijer
Herman Gottfried Breijer ou Breyer (né le 12 juillet 1864 à Arnhem, Pays-Bas, mort le 10 octobre 1923 à Morgenzon, Afrique du Sud) est un naturaliste et muséologue sud-africain d'origine néerlandaise. 

## Biographie
Breijer étudie à l'université d'Amsterdam, où il obtient un doctorat en mathématiques et en physique en 1893. La même année, il est nommé maître de conférences au Staatsgymnasium de Pretoria. Il soutient l'idée de créer un musée d’État (Staatsmuseum, plus tard musée du Transvaal) et fait partie de son premier conseil d'administration en 1893. Il occupe également le poste de conservateur honoraire jusqu'en 1897. 
Breijer enseigne les sciences naturelles et les mathématiques au Pretoria Normal College (plus tard université de Pretoria). En 1905, il est nommé à la chaire de mathématiques de l'école des Mines et de Technologie de Johannesburg, qui deviendra l'Université du Witwatersrand. Il y reste jusqu'en 1913, date à laquelle il succède au Dr JWB Gunning à la direction du musée du Transvaal. Breijer est souvent associé à l'entomologiste sud-africain d'origine néerlandaise Cornelis Jacobus Swierstra (1874-1952), s'agissant des collectes effectuées en Afrique du Sud et au Mozambique. Ce dernier lui succède à la tête du musée du Transvaal en 1921,.
Herman Breijer est honoré à travers les noms scientifiques de plusieurs plantes: Thesium breyeri, Pavetta breyeri, Blepharis breyeri et d'anciennes espèces des genres Warburgia, Disa, Barleria et Cleome . Deux espèces de lézards africains portent également son nom : Smaug breyeri et Tetradactylus breyeri.
Le fils d'Herman Breijer, JWF Breijer, a servi dans les forces de police à Namutoni, dans le nord de la Namibie. Il y a conservé une collection de flore unique pour ce pays.